# Lãnh tụ tối cao
Lãnh tụ tối cao hay nhà lãnh đạo tối cao đơn thuần chỉ đến một cá nhân trong số các chính trị gia đứng đầu một nhà nước hoặc trong số các nhà lãnh đạo của một tổ chức, vốn đảm nhận hoặc có khả năng thực thi hầu hết – hoặc toàn bộ - quyền lãnh đạo đơn vị đó. Trong tôn giáo, trọng trách này thường được giao cho một nhân vật đại diện hoặc là hiện thân của các vị thần thánh trên Trái Đất. Trong chính trị, một vị lãnh tụ tối cao thường đi liền với sự sùng bái cá nhân, đơn cử như những trường hợp dưới đây:
- Adolf Hitler (được tôn làm Führer) tại Đức Quốc Xã
- Benito Mussolini (được tôn làm Duce) tại nước Ý phát xít
- Stalin (được tôn làm Vozhd, Вождь) tại Liên Xô cũ
- Lãnh đạo Tối cao Cộng hòa Dân chủ Nhân dân Triều Tiên (Choego jidoja, 최고 지도자; Hán-Việt: Tối cao chỉ đạo gia)[1]
- Nhà lãnh đạo quốc gia tối cao của Trung Quốc (tiếng Trung: 最高领导人; bính âm: Zuìgāo Lǐngdǎorén; Hán-Việt: Tối cao Lãnh đạo nhân)
- Lãnh tụ Tối cao Iran (رهبر معظم, rahbar-e mo'azzam)